# 하성란
하성란(한국 한자: 河成蘭, 1967년 6월 28일 서울 ~)은 대한민국의 소설가이다.
1996년 서울신문 신춘문예를 통해 등단했다.

## 주요 작품
- 《루빈의 술잔》(문학동네,1997)
- 《식사의 즐거움》(현대문학,1998)
- 《곰팡이 꽃》(조선일보사,1999): 제30회 동인문학상수상작품집 1999
- 《삿뽀로 여인숙》(이룸,2000) ISBN 9788987905235
- 《눈물의 이중주》(하늘연못,2001)
- 《내 영화의 주인공》(작가정신,2001)
- 《푸른 수염의 첫 번째 아내》(창작과비평사,2002)
- 《곰팡이꽃》(이가서,2003)
- 《강의 백일몽》(삶과꿈,2004): 2004년 제11회 이수문학상 수상작품집
- 《옆집 여자》(창작과비평사,2005)
- 《소망 그 아름다운 힘》(샘터,2006)
- 《웨하스》(문학동네,2006)
- 《사씨남정기》(창작과비평사,2006)
- 《사랑을 믿다》(문학사상사,2008): 2008년 제32회 이상문학상 작품집
- 《알파의 시간》(현대문학,2008): 제54회 현대문학상 수상소설집)
- 《서울 어느날 소설이 되다》(강,2009)
- 《식사의 즐거움》(현대문학,2010)
- 《러빙유》(좋은생각,2010)
- 《자전 소설 2(오 아버지)》(강,2010)
- 《왈왈》(아우라,2010)
- 《봄날은 간다(신화 속으로 떠난 이윤기를 그리며)》(섬앤섬,2011)
- 《소설가로 산다는 것(우리 시대 작가 17인이 말하는 나의 삶 나의 글)》(문학사상,2011)
- 《책의 유혹》(하늘연못,2012)
- 《어떤 외출(낯선 공간이 나에게 말을 걸다)》(이상,2012)
- 《헬로 미스터 디킨스(한국 작가 9인의 찰스 디킨스 테마 소설집)》(이음,2012) ISBN 9788993166576

## 수상 경력
- 2013 제13회 황순원문학상
- 2009 제54회 현대문학상
- 2008 제16회 오영수문학상
- 2004 제11회 이수문학상
- 2000 제33회 한국일보문학상
- 1999 제30회 동인문학상